# 相良織部
相良 頼直（さがら おりべ）は、肥後人吉藩の相良家一門（門葉）。諱は頼直（よりなお）、頼真（よりまさ）。織部は通称。

## 生涯
人吉藩の第5代藩主相良長興の弟・相良栄長を父とする。織部は栄長の長男であり、一族として人吉藩政に参与した。元文元年（1736年）には藩の大目付である平山清左衛門と共に門葉（相良一族で小衆議派）として一族家臣の知行半減に反対し、当時藩政改革を行なっていた家老派（大衆議派）の万江長右衛門らと対立した。この対立には第7代藩主・頼峯の継嗣問題も絡んで騒動に発展し、頼峯の毒殺を門葉一派が謀ったとして織部は失脚した。
織部の死後、その家督は第12代藩主・相良長寛の三男である頼匡が養子として継いだ。